# Livingston (Izabal)
Livingston is een gemeente gelegen in het departement Izabal, in het oosten van Guatemala. Het was jarenlang de voornaamste haven van Izabal, tot de bouw van Puerto Barrios en Santo Tomás de Castilla. Het is vooral bekend om zijn ongewone mix van Garifuna-, Maya- en Ladino-cultuur. Vooral de Garifuna-cultuur overheerst er en ondanks de toeristen houdt de bevolking graag vast aan tradities, waaronder het jaarlijkse Pororo-feest op 12 december.

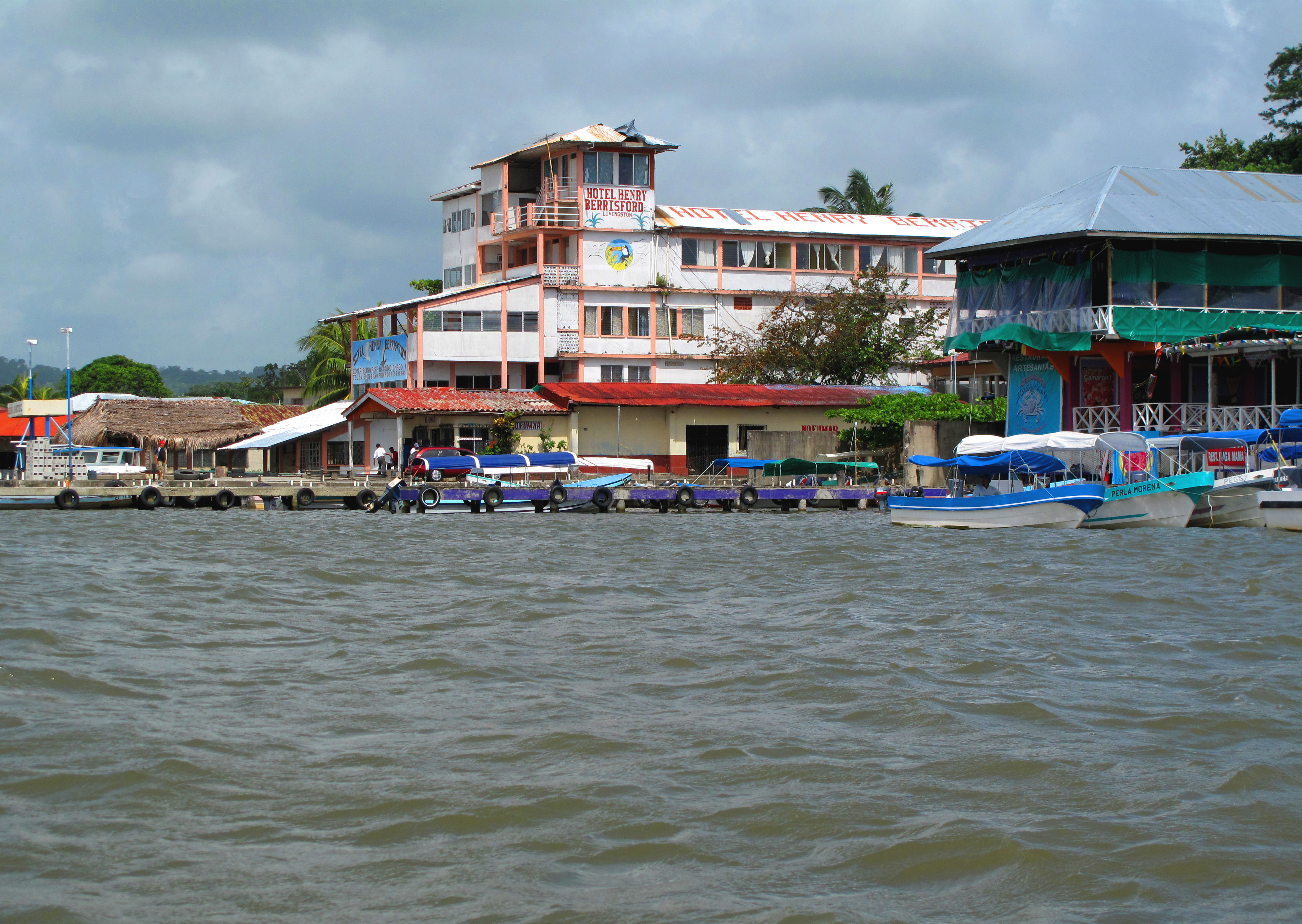
Haven
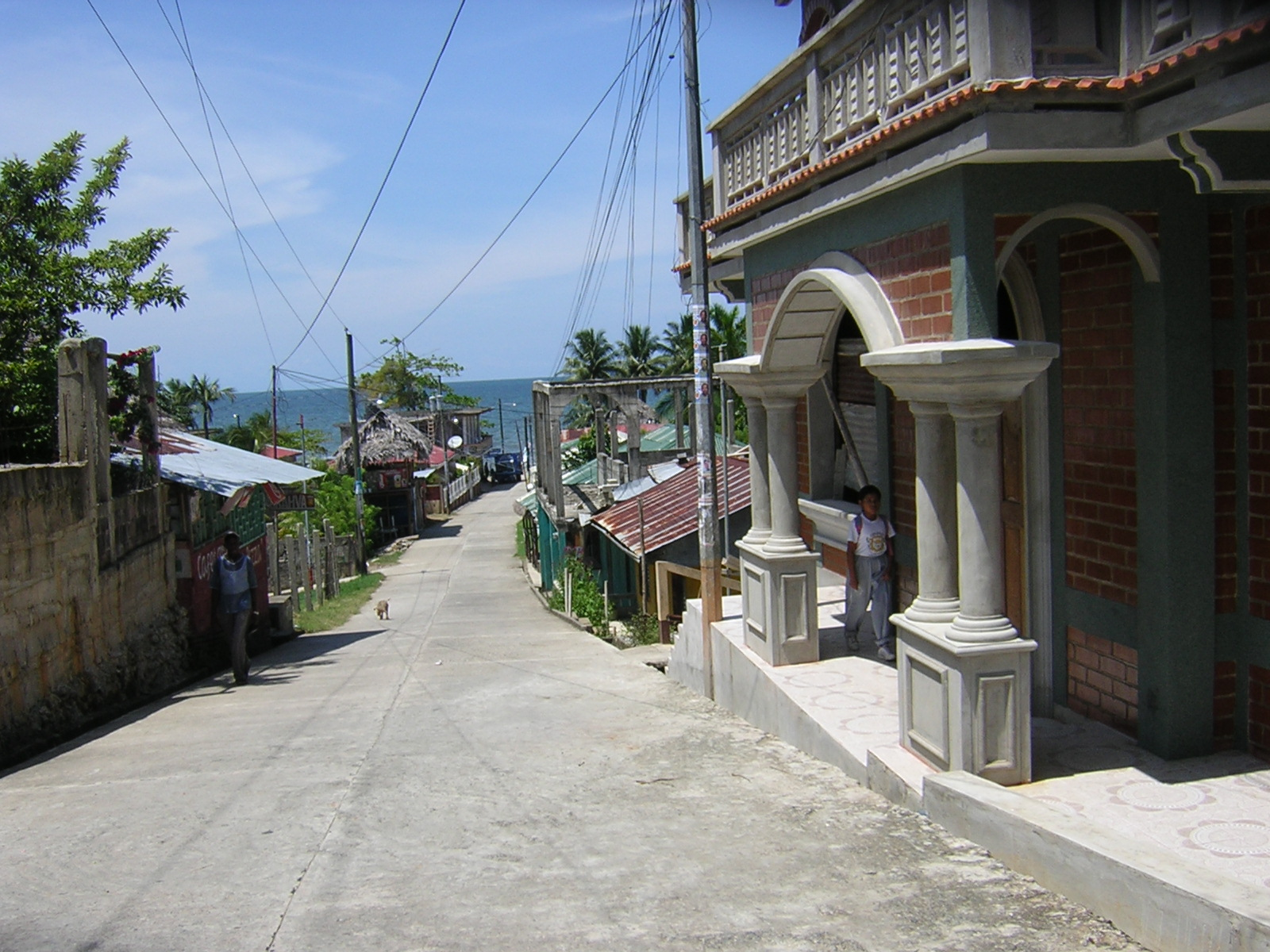
Straat in Livingston
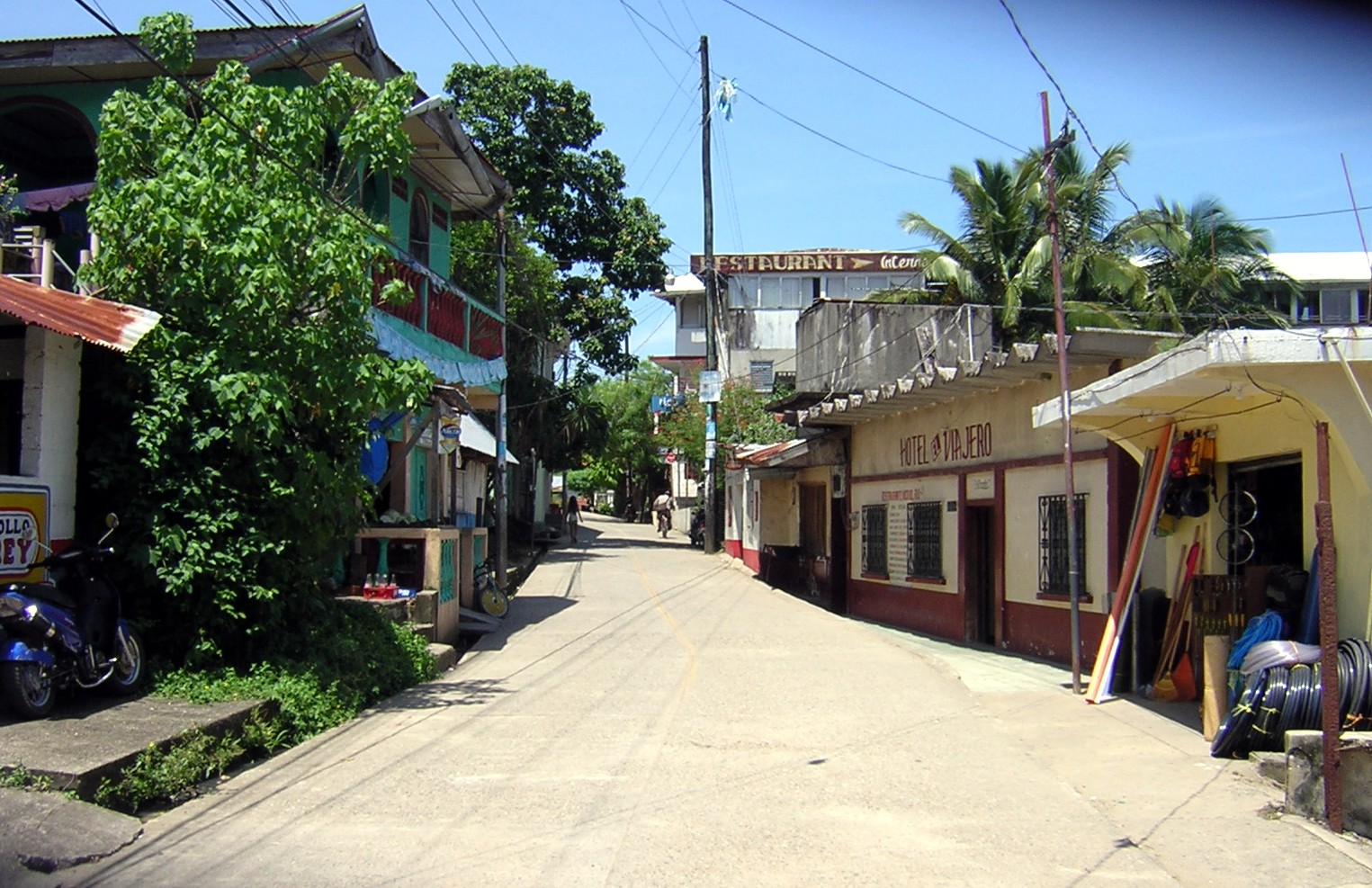
Straat in Livingston
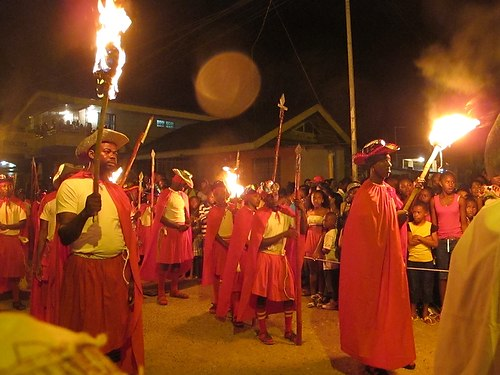
Processie van garifuna in Livingston tijdens de Goede Week